# 柳川藩 今村重長
「今村重長（いまむら しげなが）」という名前の武将は、歴史上に複数存在しますが、主な人物は以下の2人です。

### 1. 江戸幕府の旗本・今村重長
この今村重長は、徳川氏の譜代の家臣です。
- 出自: 藤原秀郷流河村氏族の今村氏の出身とされています。
- 功績:
  - 徳川家康、そして徳川秀忠に仕えました。
  - 長篠の戦いや長久手の戦いで武功を挙げ、二番槍（一番槍に次ぐ武功）の功名を立てました。
  - 関ヶ原の戦いや大坂の陣にも従軍し、武勲を重ねました。
- 幕府での役割:
  - 戦後は、幕府の要職である目付や下田奉行を歴任しました。
  - 江戸時代の旗本として、幕府の安定に貢献しました。

この今村重長は、柳川藩の今村氏とは血縁的なつながりはありません。

### 2. 柳川藩士・今村重長
この今村重長は、筑後今村氏の流れを汲む武将で、今村基秀（いまむら もとひで）の子です。
- 出自: 筑後国（現在の福岡県南部）の今村氏の出身で、祖父は高橋紹運の重臣・今村宗嘉です。
- 功績:
  - 父の今村基秀と共に、高橋紹運の跡を継いだ高橋統増（後の立花直次）に仕えました。
  - その後、立花宗茂が筑後国柳川の大名となると、その家臣となり、柳川藩士となりました。
  - 関ヶ原の戦いで宗茂が改易されると一時浪人となりますが、宗茂が柳川藩に復帰すると、再び召し抱えられました。
  - 以降、今村重長の子孫は、柳川藩士として代々立花家に仕え続けました。

このように、今村重長という名前の人物は、徳川氏に仕えた旗本と、立花氏に仕えた柳川藩士の2つの異なる系統に存在します。
今村重長（いまむら しげなが）：父の今村基秀と共に、高橋紹運の跡を継いだ高橋統増（後の立花直次）に仕えました。その後、立花宗茂が筑後国柳川の大名となると、その家臣となり、柳川藩士となりました。関ヶ原の戦いで宗茂が改易されると一時浪人となりますが、宗茂が柳川藩に復帰すると、再び召し抱えられました。
柳河藩士・今村重長（いまむら しげなが）
今村重長は、筑後今村氏の流れを汲む武将で、今村基秀（いまむら もとひで）の子です。
出自: 筑後国（現在の福岡県南部）の今村氏の出身で、祖父は高橋紹運の重臣・今村宗嘉で、父は今村基秀です。
今村重長（いまむら しげなが）の生涯と功績
- 高橋紹運の家臣 : 父の今村基秀と共に、高橋紹運の跡を継いだ高橋統増（のちの立花直次）に仕えました。
- 高橋統増（後の立花直次）の家臣 : 父の今村基秀と共に、高橋紹運の跡を継いだ高橋統増（後の立花直次）に仕えました。
- 立花宗茂への仕官 : 立花宗茂が筑後国柳川の大名となると、息子である今村重行（いまむら しげゆき）と共その家臣となり、柳川藩士となりました。
- 立花宗茂の改易 : 立花宗茂が関ヶ原の戦いで改易されると一時浪人となりますが、宗茂が柳川藩に復帰すると、再び召し抱えられました。

今村重長は、高橋紹運の戦死後 、父今村基秀と共に跡を継いだ高橋統増（後の立花直次）と行動を共にし、高橋統増（立花直次）が三池藩（三池郡の領主）になった際にその家臣となり、さらに柳川藩の成立に深く関わり、立花宗茂が柳川藩を治めるようになると、その子である今村重長（いまむら しげなが）と共に立花家に仕えました。
以降、基秀の子である今村重長（いまむら しげなが）は、息子である今村重行（いまむら しげゆき）と共に柳川藩士として立花家に仕え、その家系を存続させ、今村重長、今村重行の子孫は、柳川藩士として代々立花家に仕え続けました。
その後の今村氏
柳川藩立花家への仕官
天正15年（1587年）、豊臣秀吉の九州平定後、立花銃虎（のちの立花宗茂）が筑後国柳河の大名となると、基秀の子である今村重長（いまむら しげなが）は立花家の家臣となります。
今村重長は、高橋紹運の戦死後 、父今村基秀と共に跡を継いだ高橋統増（後の立花直次）と行動を共にし、高橋統増（立花直次）が三池藩（三池郡の領主）になった際にその家臣となり、さらに柳川藩の成立に深く関わり、立花宗茂が柳川藩を治めるようになると、その子である今村重長（いまむら しげなが）と共に立花家に仕えました。
関ヶ原の戦い後の復帰
関ヶ原の戦いで立花宗茂が西軍に与したため改易となると、今村重長も浪人となります。しかし、宗茂が元和6年（1620年）に旧柳川に復帰すると、重長とその子である今村重行（いまむら しげゆき）は、再び立花宗茂に召し抱えられ、柳川藩士として立花家に代々仕え続けました。
このように、今村氏は蒲池氏の一族として、筑後の地で勢力を広げました。しかし、蒲池氏が戦国時代に龍造寺氏によって滅ぼされると、今村氏もその影響を受けました。
その後、江戸時代に入り、柳川藩主として立花宗茂が復帰すると、今村氏の一族は立花家に仕え、柳川藩士としてその家系を存続させました。
今村氏は大友氏の家臣（高橋紹運）として戦国時代を生き抜き、その後は立花宗茂の家臣として、江戸時代を通じて柳川藩に深く根を下ろしていったことが分かります。
今村氏は、柳川藩士としてその家系を現代に伝え、柳川市、大川市とその周辺地域（柳川藩の旧領地）に今も多くの今村姓を持つ人々がいます。